# Sangpang Bum
Sangpang Bum är en bergskedja i Myanmar.   Den ligger i regionen Sagaingregionen, i den norra delen av landet, 700 km norr om huvudstaden Naypyidaw.
Sangpang Bum sträcker sig 14,6 kilometer i nord-sydlig riktning. Den högsta toppen är Lungwukaw Bum, 2 660 meter över havet.
Topografiskt ingår följande toppar i Sangpang Bum:
- Lungwukaw Bum
- Pungra Bum